# Говь-Сумбэр
Говь-Сумбэр (монг. Говь-Сүмбэр аймаг?, ᠭᠣᠪᠢ ᠰᠦᠮᠪᠦᠷ ᠠᠶᠢᠮᠠᠭ?) — аймак в Монголии.
Говь-Сумбэр был образован в 1994 году из части территории аймака Дорноговь. Площадь аймака составляет 5 542 км², это один из самых небольших аймаков Монголии. Численность населения — 13 081 человек (на 2010 год). Плотность населения — 2,36 чел./км². Административный центр — город Чойр. Говь-Сумбэр подразделяется на 3 сомона.
Говь-Сумбэр расположен в восточной части центральной Монголии. На севере от него находится Туве, на востоке — Хэнтий, на юго-востоке — Дорноговь, с юго-запада — Дундговь.
Через территорию Говь-Сумбэра и его центр Чойр проходит линия Трансмонгольской железной дороги, связывающая в этом направлении столицу страны Улан-Батор с Замын-Уудэ и Китаем.

## Административное деление
| № | Сомон     | Адм. центр                   | Население, чел. (2003) | Население, чел. (2008) | Площадь, км² | Плотность, чел./км² | Население центра сомона, чел. (2002) |
| - | --------- | ---------------------------- | ---------------------- | ---------------------- | ------------ | ------------------- | ------------------------------------ |
| 1 | Баянтал   | Баянтал (Чойр-2, или Чойрын) | 838                    | 851                    | 916,06       | 0,92                | 120                                  |
| 2 | Шивээговь | Шивээговь                    | 2685                   | 2745                   | 857,55       | 3,20                | 1800                                 |
| 3 | Сумбэр    | Чойр                         | 8996                   | 9719                   | 3768,19      | 2,58                | 7998 * (2006)                        |

* — Административный центр аймака — город Чойр.